# طوطی عاشق رخ‌صورتی
طوطی عاشق رخ‌صورتی یا طوطی برزیلی رخ‌صورتی (نام علمی: Agapornis roseicollis)، طوطی کوچکی با بدنی سبز و سری نارنجی، از راستهٔ طوطی‌سانان (Psittaciformes) و خانوادهٔ طوطیان (Psittacidae) و سرده (جنس) طوطی عشق (Agapornis) است. برخلاف نامش، این پرنده بومی صحرای نامیبیا در جنوب غربی آفریقا است.
طوطی عاشق رخ‌صورتی را خیلی‌ها به عنوان پرندهٔ خانگی نگه می‌دارند و رام کردن آن نسبت به دیگر طوطی‌های عاشق آسان است. هوش او به سطح پرندهٔ بزرگ‌تری مانند طوطی دم‌بلند آمریکای جنوبی (طوطی ماکائو macaw) می‌رسد. در صورتی‌که طوطی عاشق رخ‌صورتی تنها نزد صاحبش نگه داشته شود، به او خو می‌گیرد؛ به‌ویژه هنگامی که با دست به او غذا داده شود.
به تازگی این طوطی‌ها جمعیت چشمگیری در منطقه کلان‌شهری فینیکس، مرکز ایالت آریزونای آمریکا تشکیل داده‌اند. آب‌وهوای آریزونا نیز بیابانی است و به صحرای نامیبیا شباهت دارد. طوطی برزیلی در زبان فارسی نام‌های متعددی دارد و برخی به آن «طوطی کوتوله» و برخی به آن «طوطی عاشق» و «لاو برد» می‌گویند. نام انگلیسی این پرنده "Lovebird" و نام آلمانی آن «die Unzertrennlichen» و نام فرانسوی آن «les Inséparables» است. نام علمی این پرنده آگاپورنیس "Agapornis" است که از دو کلمه لاتینی آگاپین "agapein" به معنی عشق و اورنیس "ornis" به معنی پرنده ترکیب شده است. این پرنده را در زبان عربی «طیورالحب» و در زبان عامیانه به آن «البلالالالاال رکادیلو» گویند.
طوطی عاشق (lovebird) از راستهٔ طوطی‌سانان و کوچک‌ترین اندازهٔ از آنها هستند. جالب است بدانید که در مناطقی که خاستگاه این پرنده بود، مرغ عشق نامیده شده است، اما پرنده‌ای که ما در ایران با نام مرغ عشق می‌شناسیم، گونه دیگری است و ظاهر متفاوتی دارد. نام اصلی پرنده‌ای که در ایران با نام مرغ عشق معروف شده، باجریگار هست. دلیل نام پرنده مرغ عشق نیز رفتارهای عاشقانه و رابطه طولانی او برمی‌گردد که نسبت به جفتش نشان می‌دهد.

## طول عمر
طول عمر طوطی عاشق رخ‌صورتی حدود ۱۵ تا ۲۰ سال و برخی نیز معتقدند که این پرنده می‌تواند تا ۳۰ سال زندگی کند.

## ویژگی‌های زیستی
طوطی عاشق رخ‌صورتی پرنده‌ای کوچک است که اندازه آن بین ۱۳ تا ۱۷ سانتی‌متر و وزن آن بین ۴۰ تا ۶۰ گرم است. از مشخصات آن ضخامت بدن، کوتاهی دم، تیزی و بزرگی نسبی منقار می‌باشد. در طبیعت این پرنده به رنگ سبز است، اما گونه اهلی آن رنگ‌های بسیار متنوعی دارد. برخی از گونه‌های طوطی برزیلی در اطراف چشم یک حلقه سفید دارند و برخی فاقد این حلقه می‌باشند. چهار گونه از این پرنده حلقه‌ای سفید رنگ در اطراف چشم خود دارند که این چهار گونه عبارتند از: طوطی برزیلی فیشر، طوطی برزیلی سیاه گونه، طوطی برزیلی نقابدار و طوطی برزیلی لیلیان. پنج گونه باقی‌مانده که عبارتند از: طوطی برزیلی ماداگاسکار، طوطی برزیل صورت قرمز، طوطی برزیلی صورت هلویی، طوطی برزیلی آبسینیان و طوطی برزیلی سوین درین بدون حلقه مذکور می‌باشند. زادگاه این پرنده قاره آفریقا است و از آن جا به دیگر نقاط جهان برده شده است. طوطی برزیلی جزو پرندگان زینتی محبوب خانواده‌ها به‌شمار می‌رود و اروپاییان به آن مرغ عشق می‌گویند و این تصمیم به علت این است که این پرنده به صورت جفت نگهداری شده و تمامی وقت خود را در کنار یکدیگر گذرانده و رابطه‌ای بسیار صمیمی بین نر و ماده وجود دارد و یک جفت معمولاً تا آخر عمر با یکدیگر زندگی کرده و نر و ماده برای ساعت‌های طولانی کنار یکدیگر نشسته و بال‌های یکدیگر را تمیز و آراسته می‌کنند.

## تاریخچه پرورش طوطی برزیلی

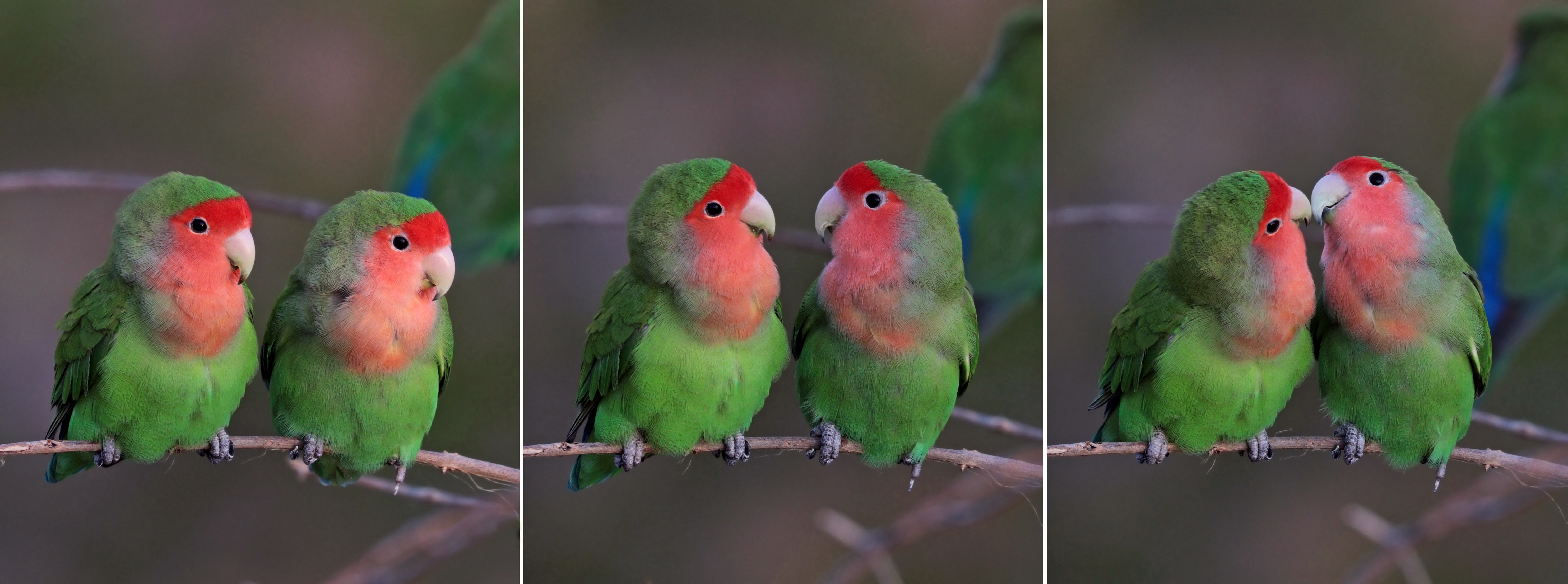
سه نگاره از یک جفت طوطی برزیلی در حال معاشرت با هم

جانورشناسان معتقدند که زیستگاه اولیه طوطی برزیلی، قاره آفریقا می‌باشد و از نه گونه شناخته شده این پرنده، هشت گونه آن متعلق به قاره آفریقا و یک گونه آن که «طوطی برزیلی سرخاکستری» است متعلق به جزیره ماداگاسکار است که یکی از جزایر آفریقا به‌شمار می‌رود. تاریخچه اهلی شدن این پرنده مشخص نیست و به نظر می‌رسد که برای اولین بار توسط بومیان آفریقا اهلی شده باشد. «طوطی برزیلی صورت قرمز» اولین گونه طوطی برزیلی بود که به اروپا وارد شد و در نقاشی‌های سده ۱۶ میلادی این پرنده دیده می‌شود. البته قابل ذکر است که تعدادی از دیگر گونه‌های این پرنده بعد از سال ۱۸۰۰ م شناسایی گردید و به نظر می‌رسد که ناوگان‌های نظامی کشورهای استعماری که برای تهیه برده عازم آفریقا می‌شدند، در بازگشت سعی می‌کردند که علاوه بر بردگان، پرندگان و جانوران شگفت‌انگیز آفریقایی را به اروپا منتقل نمایند و به نظر می‌رسد که طوطی برزیلی نیز در این دوره وارد اروپا گردید و چندی نگذشت که به علت زاد و ولد آسان، تعداد آن در اروپا فزونی گرفت. برخی از گونه‌های این پرنده نظیر: «طوطی برزیلی گونه‌سیاه» در سال ۱۹۰۸م و گونه «طوطی برزیلی لیلیان» در سال ۱۹۲۶م برای اولین بار به قاره اروپا وارد شدند.

## نژادهای طوطی برزیلی
طوطی برزیلی نه نژاد دارد که عبارتند از:
1. طوطی برزیلی رخ‌صورتی
2. طوطی برزیلی نقابدار
3. طوطی برزیلی فیشر
4. طوطی برزیلی لیلیان
5. طوطی برزیلی گونه‌سیاه
6. طوطی برزیلی سرخاکستری
7. طوطی برزیلی بال‌سیاه
8. طوطی برزیلی رخ‌سرخ
9. طوطی برزیلی یقه‌سیاه

## نگارخانه

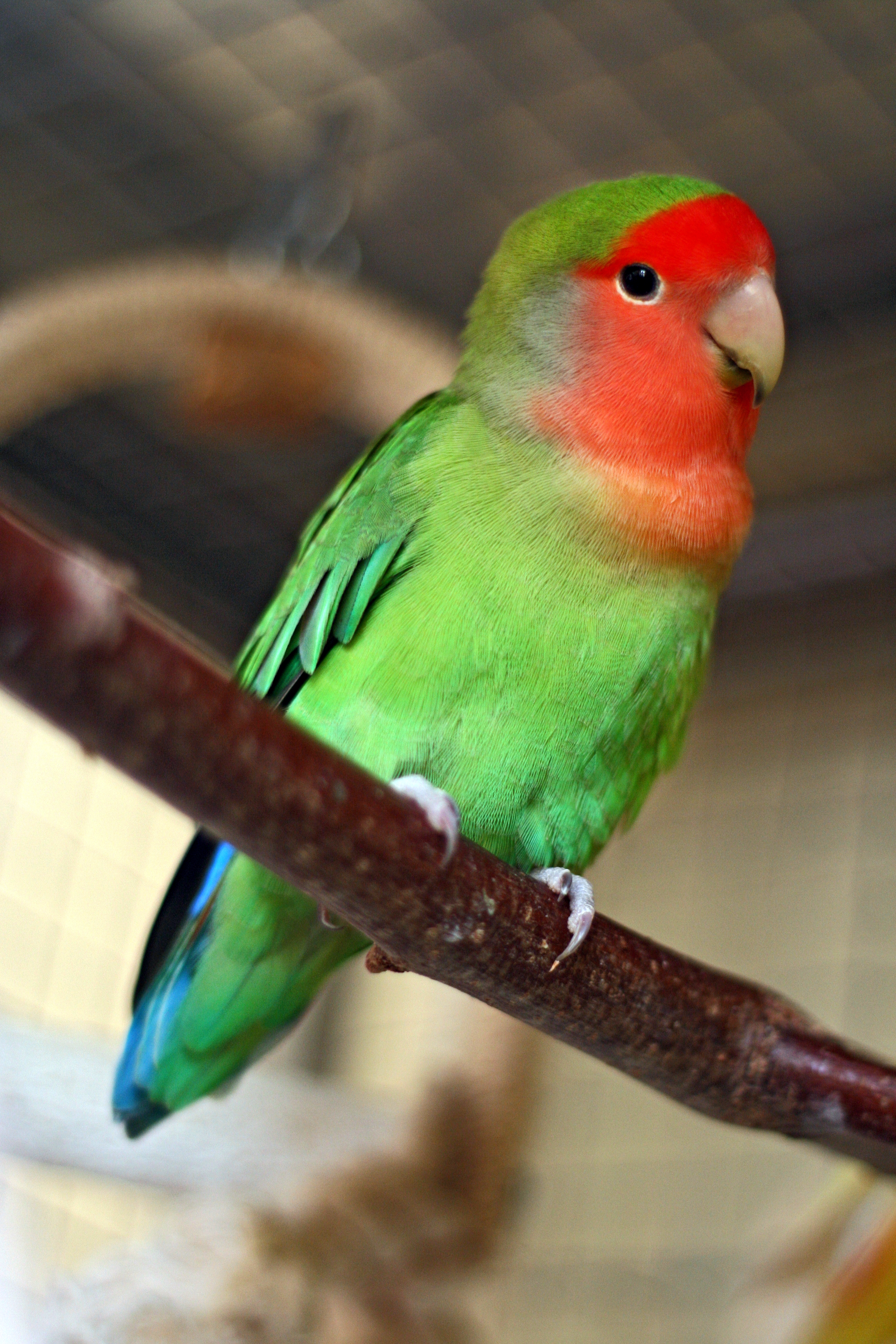
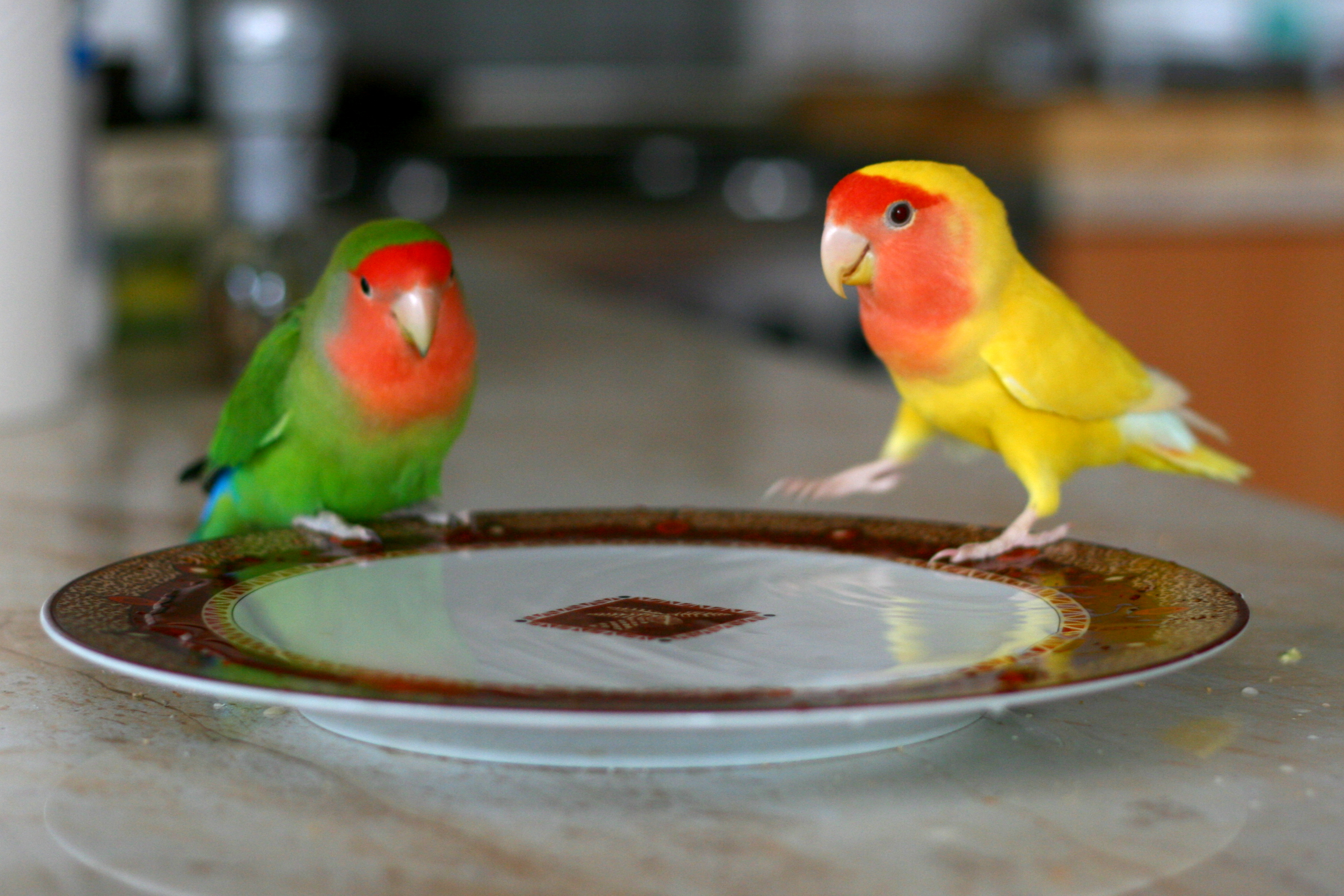
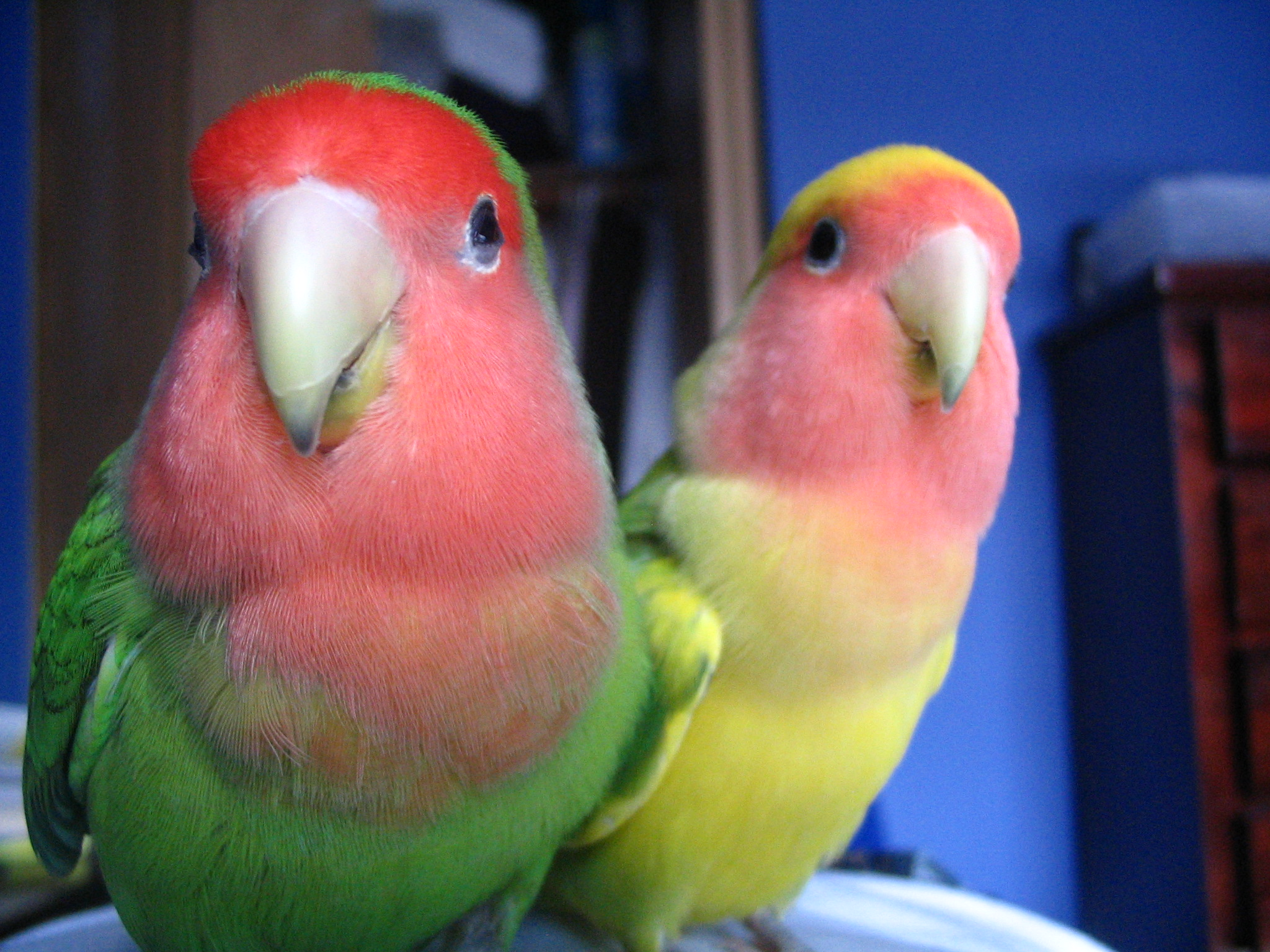
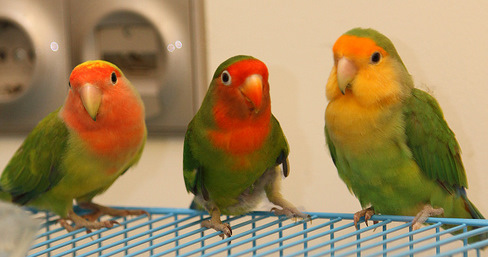
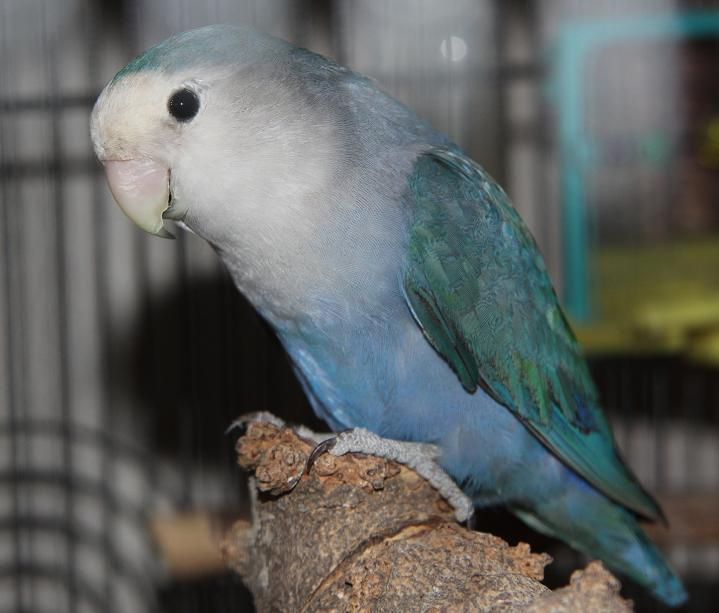
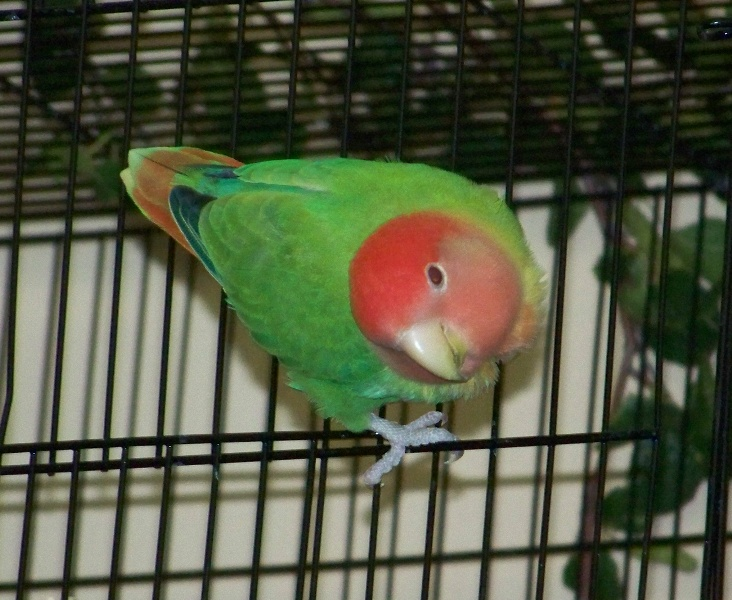
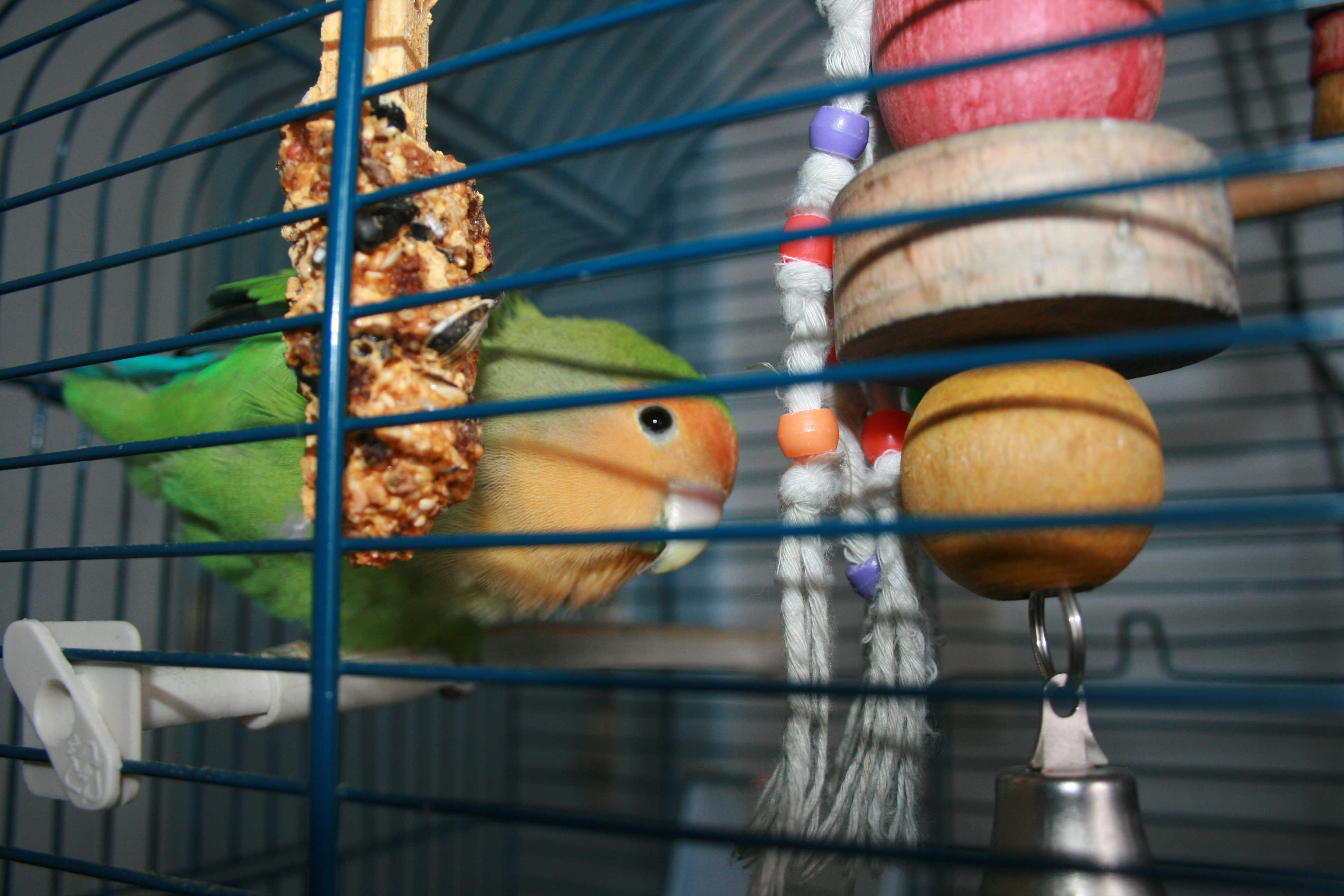
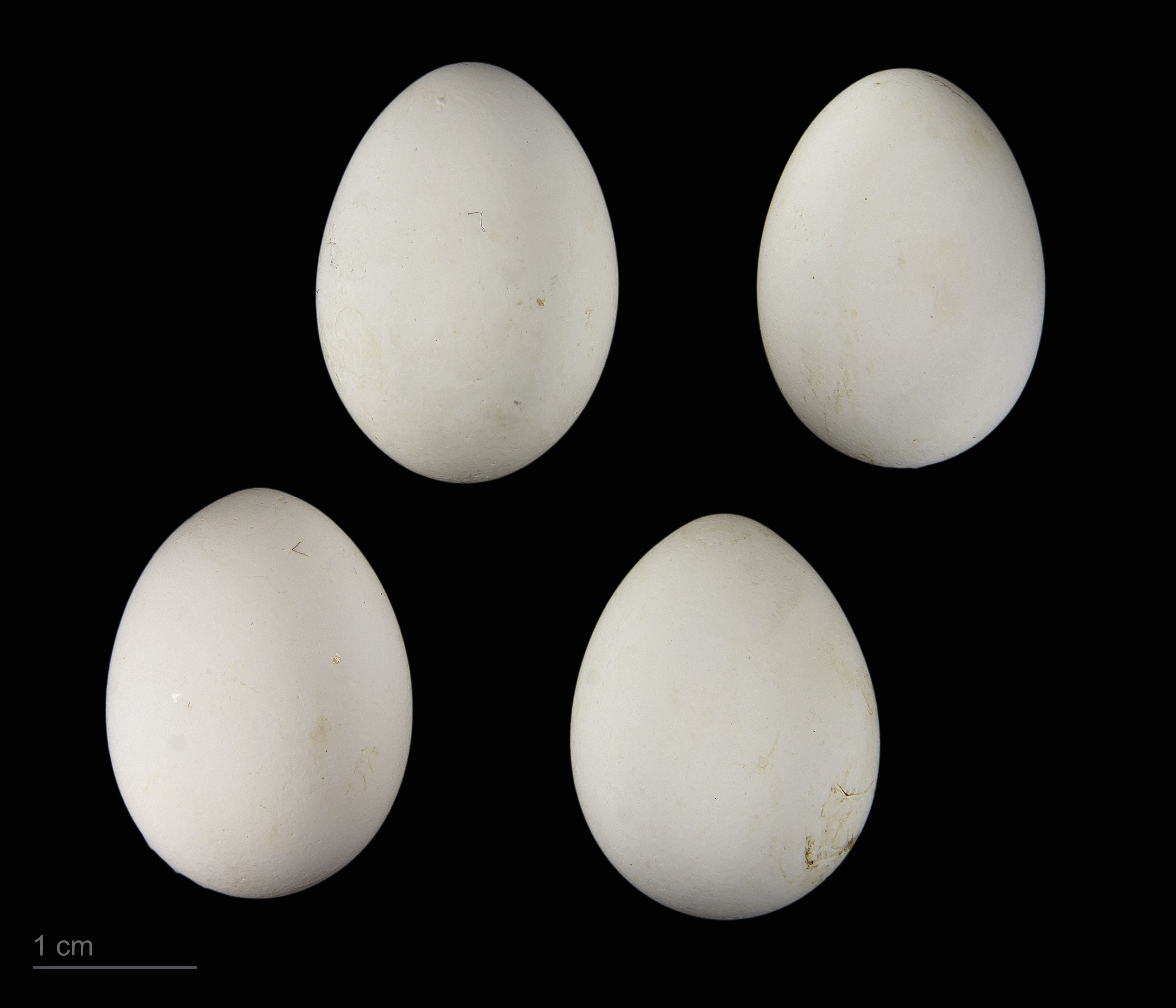
نمونه موزه